# Société pour le développement minier de la Côte d’Ivoire
 (octobre 2024).
La mise en forme du texte ne suit pas les recommandations de Wikipédia : il faut le « wikifier ».
Les points d'amélioration suivants sont les cas les plus fréquents :
- Les titres sont pré-formatés par le logiciel. Ils ne sont ni en capitales, ni en gras.
- Le texte ne doit pas être écrit en capitales (les noms de famille non plus), ni en gras, ni en italique, ni en « petit »…
- Le gras n'est utilisé que pour surligner le titre de l'article dans l'introduction, une seule fois.
- L'italique est rarement utilisé : mots en langue étrangère, titres d'œuvres, noms de bateaux, etc.
- Les citations ne sont pas en italique mais en corps de texte normal. Elles sont entourées par des guillemets français : « et ».
- Les listes à puces sont à éviter, des paragraphes rédigés étant largement préférés. Les tableaux sont à réserver à la présentation de données structurées (résultats, etc.).
- Les appels de note de bas de page (petits chiffres en exposant, introduits par l'outil «  Source ») sont à placer entre la fin de phrase et le point final[comme ça].
- Les liens internes (vers d'autres articles de Wikipédia) sont à choisir avec parcimonie. Créez des liens vers des articles approfondissant le sujet. Les termes génériques sans rapport avec le sujet sont à éviter, ainsi que les répétitions de liens vers un même terme.
- Les liens externes sont à placer uniquement dans une section « Liens externes », à la fin de l'article. Ces liens sont à choisir avec parcimonie suivant les règles définies. Si un lien sert de source à l'article, son insertion dans le texte est à faire par les notes de bas de page.
- La présentation des références doit suivre les conventions bibliographiques. Il est recommandé d'utiliser les modèles {{Ouvrage}}, {{Chapitre}}, {{Article}}, {{Lien web}} et/ou {{Bibliographie}}. Le mode d'édition visuel peut mettre en forme automatiquement les références.
- Insérer une infobox (cadre d'informations à droite) n'est pas obligatoire pour parachever la mise en page.

Pour une aide détaillée, merci de consulter Aide:Wikification.
Si vous pensez que ces points ont été résolus, vous pouvez retirer ce bandeau et améliorer la mise en forme d'un autre article.
La Société pour le Développement Minier de la Côte d’Ivoire (SODEMI) est la première société minière de Côte d'Ivoire avec un capital qui s'élève à 600 millions FCFA. Elle a été créée le 22 mars 1962. Depuis plus de 60 ans, elle explore le sous-sol ivoirien.

## Historique et création
La Société pour le Développement Minier de la Côte d’Ivoire (SODEMI) est une société d’Etat créée par la loi n° 62-82 du 22/03/1962. Elle est sous la tutelle du ministère des mines, du pétrole et de l'énergie.

## Objectif
L'objectif est de faire du secteur minier un moteur de croissance économique majeur au regard de l’importance du potentiel géologique et minier de la Côte d’Ivoire,.

## Mission
La SODEMI a été créée par le gouvernement ivoirien, en vue de faire l'inventaire des ressources minérales du pays. Les décennies d'expériences ont donné naissance à d'autres missions, telles que,,,,: 
- Compilation des données minières ;
- Montage de dossier de permis et d'autorisation ;
- Recherche et exploitation des substances minérales naturelles utiles ;
- Etudier les problèmes inhérents à la quête minière avec d'autres organismes ;
- Mettre en place une usine d'affinage d'or afin de renforcer sa présence dans la chaîne de valeur aurifère ;
- Améliorer la gouvernance minière ;
- Intensifier la production minière ;
- Diversifier la production minière.

## Organisation et fonctionnement
La SODEMI est composé d'un conseil d'administration et d'une direction générale. 
L'actuel Président du Conseil d'Administration est M. Jean-Luc ASSI et le Directeur général est Seydou Moussa KONE,,. 